# Méné d'herbe
Notropis bifrenatus
Espèce
Statut de conservation UICN

 LC  : Préoccupation mineure
Le Méné d'herbe (Notropis bifrenatus) est une espèce de poissons de la famille des Cyprinidae, et classée préoccupante selon le Comité sur la situation des espèces en péril au Canada (COSEPAC).

## Description
Les adultes mesurent en moyenne 5 cm de long. Le corps est fuselé, légèrement compressé latéralement. Le museau est généralement plus petit que le diamètre de l'œil avec une petite bouche anguleuse. Les écailles sont larges, avec la ligne latérale incomplète.
Les parties supérieures sont de couleur paille ou argentées, avec un vert-bleu iridescent. Les parties inférieures sont blanc-argenté. Une bande latérale noire parcourt le corps de la queue au museau.
Les mâles développent de petits tubercules nuptiaux sur la tête, la nuque et la nageoire pectorale.

### Espèces similaires
Le Méné paille (Notropis stramineus) et le Méné pâle (Notropis volucellus) sont semblables mais n'ont pas la bande latérale noire.

## Régime alimentaire
Ce poisson se nourrit principalement de zooplancton et de larves d'insectes aquatiques telles celles des chironomidés. Une petite partie de leur alimentation est d'origine végétale.

## Répartition et habitat

### Répartition
On le trouve dans l'est de l'Amérique du Nord depuis l'est du lac Ontario jusqu'au Maine et au sud jusqu'à la Caroline du Sud. En Ontario, il fréquente les zones en contrebas du lieu de drainage à l'est du lac et dans le Saint-Laurent. La population la plus stable est trouvée autour de l'archipel des Mille-Îles.

### Habitat
Le Méné d'herbe se trouve dans des courants calmes et de temps en temps dans les lacs, généralement là où la végétation subaquatique est abondante, et où le fond est vaseux ou un mélange de sable et de vase. Il utilise la végétation pour se protéger, se nourrir et se reproduire. Il peut vivre dans les eaux modérément troubles mais préfère l'eau claire.

## Menaces

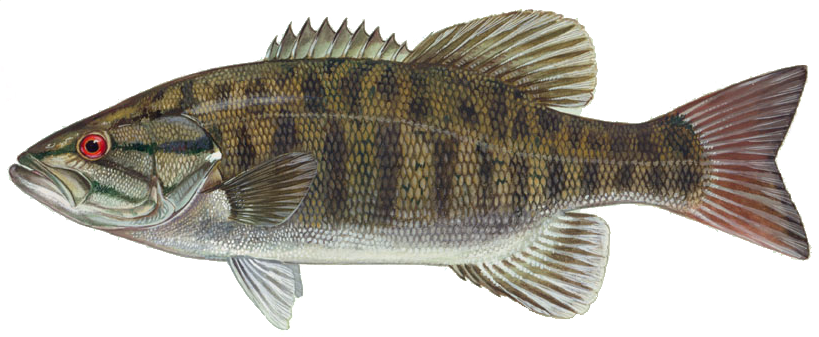
L'Achigan à petite bouche, un prédateur du Méné d'herbe.

Comme tous les cyprinidés, ils peuvent être la proie de poissons plus gros qu'eux tels que le Grand brochet (Esox lucius), l'Achigan à petite bouche (Micropterus dolomieu) ou la Perchaude (Perca flavescens).
Cette espèce est sensible aux eaux de mauvaise qualité et à la turbidité élevée, en particulier dans des zones agricoles. La clarté de l'eau dans les lieux envahis par la Moule zébrée peut profiter au Méné d'herbe. Les Myriophylles qui poussent en grande quantité peuvent gêner les lieux de reproduction de ce Méné et contribuer au déclin du poisson. Les feuilles de soya et la sauge sont toxiques.